# Canvas of Silence
Canvas of Silence é o EP de estreia da banda indiana de rock progressivo Rainburn, lançado em 31 de outubro de 2014.
A banda passou por três mudanças na formação durante as sessões de gravação do EP: o membro fundador e tecladista Avik Chakravarty saiu e foi substituído por Ashwin Ethiraj, que rapidamente saiu também. Os membros restantes decidiram então contratar um segundo guitarrista, Abhishek Prakash, que também foi uma adição breve até ser substituído por Toshimoa Jamir.  Além disso, eles ainda ficaram sem dinheiro durante o processo de gravação.
Em relação à música do EP, o baterista Praveen Kumar disse que a banda "deliberadamente se aventurou em um lado experimental", enquanto que o vocalista Vats Iyengar viu alguns "elementos indianos sutis". Após o lançamento do EP, eles pretendiam fazer uma turnê para promovê-lo e também estavam procurando por um selo através do qual pudessem lançar seu primeiro álbum completo.

## Recepção
The Hindu descreveu o EP como "uma mistura brilhante de tonalidades indo-progressistas opostas que pulsam juntas em energia eclética, exalando a interpretação vibrante da banda na música que é enraizada e mesmo assim atmosférica". A Classic Rock classificou como o quarto melhor álbum de rock progressivo de 2015.

## Faixas
| N.º            | Título                                   | Duração |  |
| 1.             | "Refuge" (Refúgio)                       | 5:23    |  |
| 2.             | "Canvas of Silence" (Canvas de Silêncio) | 5:38    |  |
| 3.             | "Veil" (Manto)                           | 6:11    |  |
| 4.             | "Time Turns Around" (O Tempo Se Vira)    | 2:59    |  |
| 5.             | "Fragments" (Fragmentos)                 | 7:44    |  |
| Duração total: | Duração total:                           | 27:55   |  |

## Créditos
- Vats Iyengar - vocais, guitarras
- Toshimoa Jamir - guitarras
- Shishir Gupta - baixo, vocais de apoio
- Praveen Kumar - bateria